# Prodigal Sons
Prodigal Sons er et studiealbum af The Dubliners udgivet i 1983. De medvirkende er Ronnie Drew, Barney McKenna, John Sheahan og Seán Cannon. Eamonn Campbell, nuværende medlem af gruppen, er gæsteguitarist på albummet. Cellisten Nigel Warren-Green bliver også krediteret på dette album ligesom han gør på 21 Years On.
Albummet er produceret af Bill Whelan, som senere blev berømt for Riverdance. Luke Kelly, der ellers havde forladt bandet af helbredsmæssige årsager, optog sangene "Raglan Road" og "Song for Ireland", mens The Dubliners producerede dette album, men de to sange blev ikke udgivet før opsamlingsalbummet Luke's Legacy, der blev udgivet efter hans død.
"Song for Ireland" bliver på albummet sunget af Seán Cannon.
Albummet har navn efter nummeret "Prodigal Sons", som John Sheahan har skrevet. Det indeholder både nye sange og The Dubliners indspilninger af traditionelle sange, samt instrumentalnumre.
I 1999 blev det genudgivet som en del af box-sættet The Very Best of The Dubliners sammen med At Home with The Dubliners, Revolution og Together Again. I 2000 blev det genudgivet under samme navn.

## Spor[2]

### Side Et
1. "Building Up and Tearing England Down"
2. "Jigs – My Darling Asleep/Paddy in London/An Tathair Jack Walsh"
3. "The Newry Highwayman"
4. "When Margaret Was Eleven" (Pete St. John)
5. "Prodigal Son" (John Sheahan)

### Side To
1. "The Waterford Boys"
2. "Reels – The Humours of Scariff/The Flannel Jacket"
3. "Now I'm Easy" (Eric Bogle)
4. "The Hen's March to the Midden"
5. "Song for Ireland" (Phil Colclough)
6. "Second World Song" (David McDonagh)